# Syrrhopodon annotinus
Syrrhopodon annotinus là một loài rêu trong họ Calymperaceae. Loài này được W.D. Reese & D.G. Griffin mô tả khoa học đầu tiên năm 1976.